# 1001 Amerikai
Az 1001 Amerikai (eredeti cím: Las mil y una... Américas) spanyol televíziós rajzfilmsorozat, amelyet a BRB Internacional készített. A sorozatot több nyelvre is lefordították, amelyek közül az angol, a spanyol, a szerb és a héber változatot feliratozták is. A sorozat története feltárja Amerika történetét, Columbus 1492-es felfedezése előtt. Ez a sorozat a híres Christopher Columbus felfedezésének 500. évfordulójára készült. Spanyolországban a TVE vetítette, Magyarországon a TV2 és a Super TV2 sugározta, 2016. szeptember 26-ától a Kiwi TV tűzte műsorra.

## Ismertető
A sorozat főhőse, egy 10 éves fiú, akinek neve Chris. A fiú számos sok kalandba keveredik. Az a vágya, hogy egy napon eljusson Amerikába. Van egy sárgás színű kutyája is, akinek neve Lon, és vele tart. Minden egyes kalandjuk elképesztő. Chris a nagyapja padlásán kutat, és egyszer csak rátalál egy régi könyvre, amit még nagyapja hozott magával az útjai során. Ezt a régi könyvet, Chris izgatottan olvassa. Ez a könyv leírja Amerikának történetét Christopher Colombus felfedezésének idejéről. Chris Amerika őslakosairól is olvas. A képzeletbeli kalandjuk igazán érdekesen kezdődik. A könyvet olvasva Chris Amerikának különböző részeit, nemzeteit és történelmi eseményeit ismeri meg. Jól megismeri Amerika őslakosait és régen élt állatait. Miután Chris kiolvassa a könyvet, sokat mesél Amerikáról lánybarátjának is Monika-nak, és elmeséli mit tapasztalt meg Lon-al együtt Amerikáról.

## Szereplők
| Szereplő | Eredeti hang | Magyar hang      | Leírás |
| -------- | ------------ | ---------------- | --- |
| Chris    | Ana Sánchez  | Seszták Szabolcs | A történet főhőse, aki egy 10 éves fiú, és szereti nagyapja könyvét olvasni. Van egy kutyája, a neve Lon, akivel képzeletében Amerika olyan részein jár, amit Christopher Colombus fedezett fel 1492-ben. |
| Lon      | ?            | Bartucz Attila   | Chris kutyája, aki sárgás színű, és a gazdájával együtt a képzeletében Amerikába utazik. |
|          |              |                  | |
| Monica   | ?            | ?                | Chris lánybarátja, akinek Chris elmeséli Amerikának felfedezéseit. |

## Szinkronstáb
Magyar szöveg: Nagy Éva, Latorre Ágnes
Hangmérnök: Hollósi Péter
Gyártásvezető: Masoll Ildikó
Szinkronrendező: Varga T. József
Narrátor: Kardos Gábor
Főcím, szövegek felolvasása: Bozai József, Varga T. József
Ének: Keresztes Ildikó
Megrendelő: MTM Kommunikációs Rt.
Szinkronstúdió: Masterfilm Kft.

## Epizódok
1. Az inkák (El Imperio de los cuatro rumbos – los Incas Perúanos)
2. A gyökerek (Las primeras raíces – Recolectores)
3. Emberek és vulkánok (Hombre y volcanes – Tribus de la cuenca de México)
4. Az olmékok (Los adoradores del jaguar – Los Olmecas)
5. A varázslatos Teotihuacan (La pirámide del Sol – El esplendor de Teotihuacan)
6. Az idő urai a maják (Los dueños del tiempo – Los Mayas I)
7. A maják (La ciudad del Sol agonizante – Los Mayas II)
8. A Karib-szigetek lakói (Los navegantes del Caribe – Culturas de las Antillas)
9. Napkeleti vándorlók – A valdivia-kultúra (Viajeros de Oriente – La cultura Valdivia)
10. Chavín titka (El rugido del jaguar – El misterio de Chavin)
11. Harcosok és földművesek – A mocsikák (Guerreros y agricultores – Los Mochicas)
12. Tiahuanaco – Az Andok városa (Kalasasaya – Tiahuanaco en los Andes)
13. A Chimu kultúra – Az agyagváros (La ciudad del barro – La cultura Chimu)
14. Az anaszázik földje – Az Egyesült Államok délkeleti részén (Pueblos y nómadas – El suroeste de los EEUU)
15. A préri indiánjai – A békepipa (La pipa de la Paz – Indios de las praderas)
16. Az eszkimók (La última oleada – Los esquimales)
17. A kétarcú maszk – A haidák (Máscaras de doble rostro – Costa noroeste norteamericana)
18. Utazás az Amazonasnál (Un viaje por el gran río – Amazonas)
19. A tűzföld lakói (Habitantes de Tierra de Fuego – Mariscadores de Guanacos)
20. A kincses sziget – A Tolita kultúra (La isla del tesoro – La cultura Tolita)
21. A nyugat aranya (El Dorado de Occidente – Quimbayas y Muiscas)
22. Az irokézek (Osos, lobos y tortugas – Los Iroqueses)
23. A szentfurulya – A Xingu-völgyének népei (Flautas sagradas – Pueblos del Alto Xingu) (Flautas sagradas – Pueblos del Alto Xingu)
24. Rajzok a sivatagban – A naszkák (Figuras en el desierto – La cultura Nazca)
25. A tollaskígyó – A toltékok (El pueblo de la serpiente emplumada – Los Toltecas)
26. Az ötödik nap – Az aztékok (El quinto Sol – Los Aztecas)